# Viltig judasoor
Het viltig judasoor (Auricularia mesenterica) is een schimmel uit de familie Auriculariaceae (trilzwammen). De soort leeft saprotroof op stammen van dood loofhout op rijke zandgronden. Het groeit vaak met veel andere exemplaren vergroeid op hout van vooral iepen en essen. De eenjarige zwam kan het hele jaar door gevonden worden.

## Kenmerken
Het viltig judasoor heeft een console- of waaiervormige, grijs tot grijsbruin concentrisch gezoneerde hoed met een diameter van 5 tot 10 cm. De bovenzijde is ruig harig en viltig met een gelobde bleke groeirand. De kleur is verder vooral bruin tot grijs met concentrische kleurschakeringen en vaak een groenige waas door algengroei. De onderzijde heeft dezelfde kleur als de bovenzijde maar bleker, het is kaal en grof geaderd. Het vlees is voelt spekkig, is relatief dik en soepel kraakbeenachtig. Vorm en consistentie doen wel aan een mensenoor denken. Verdroogde exemplaren hebben het vermogen bij natte omstandigheden weer op te zwellen. 

## Verspreiding
Het viltig judasoor lijkt een kosmopolitische verspreiding te hebben. De soort wordt in Europa zeldzamer naarmate men noordelijker komt. In Nederland en België is de zwam algemeen. Het staat niet op de rode lijst en is niet bedreigd..

## Foto's

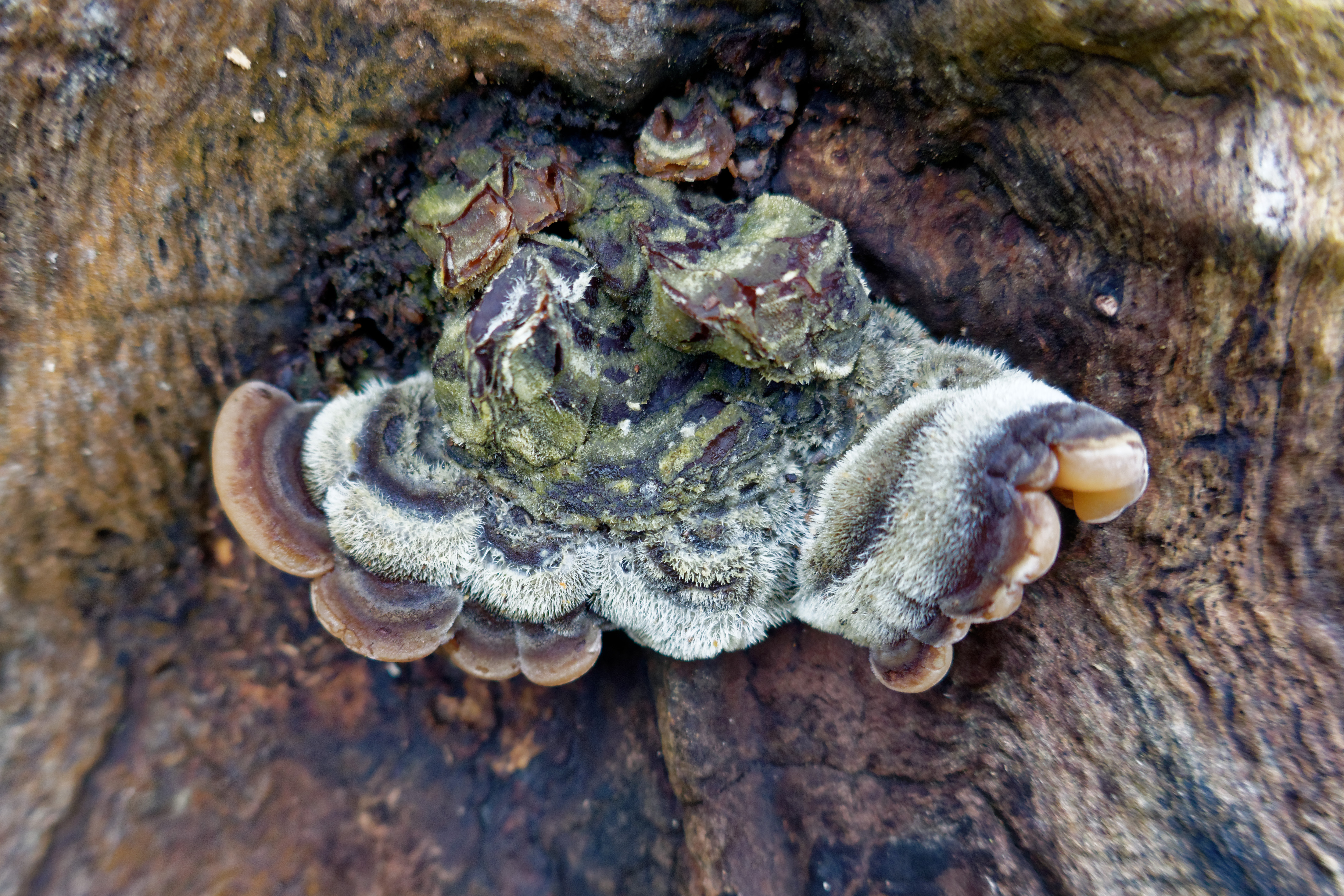
Bovenzijde
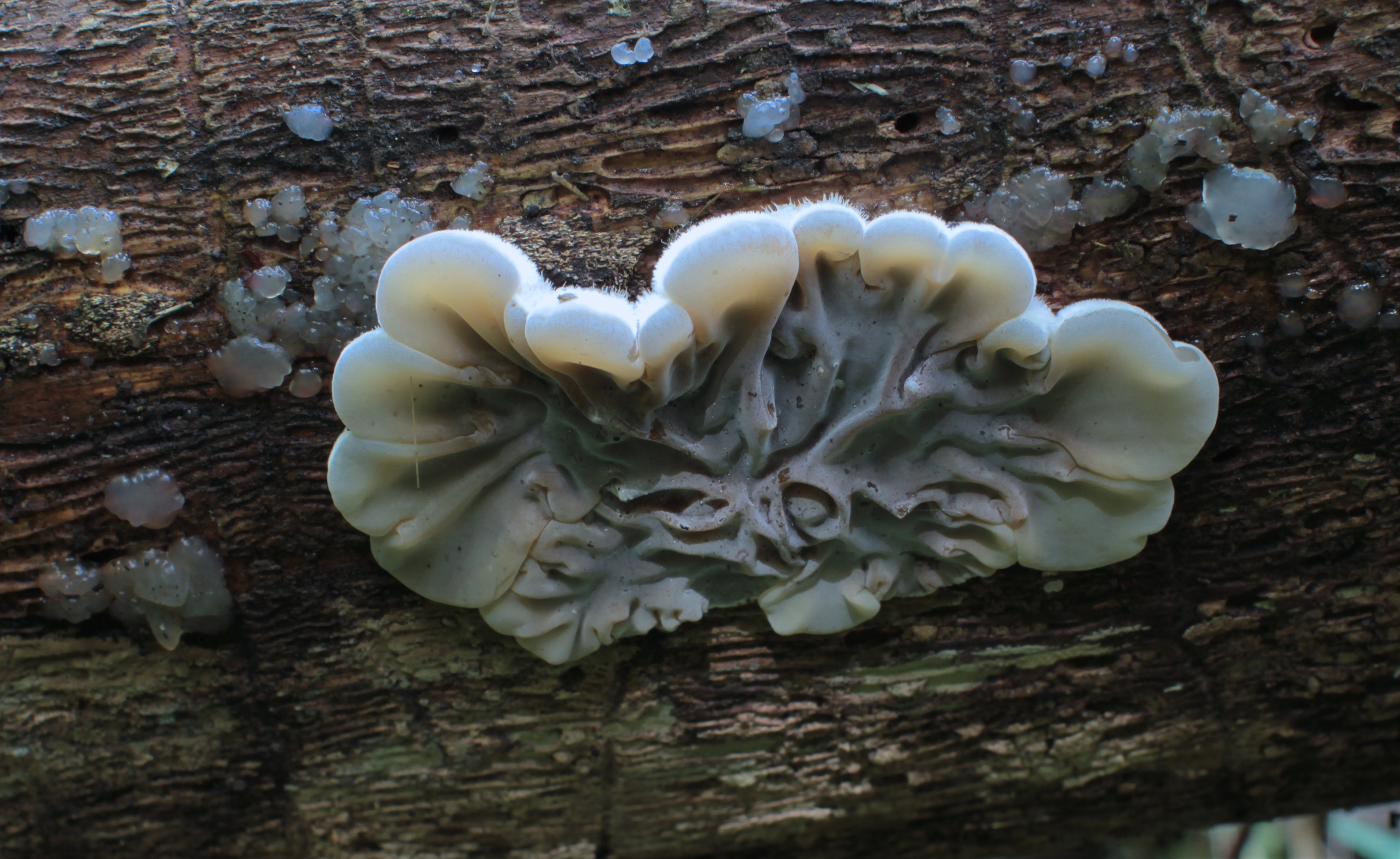
Onderzijde van losse hoed met dikke groeirand
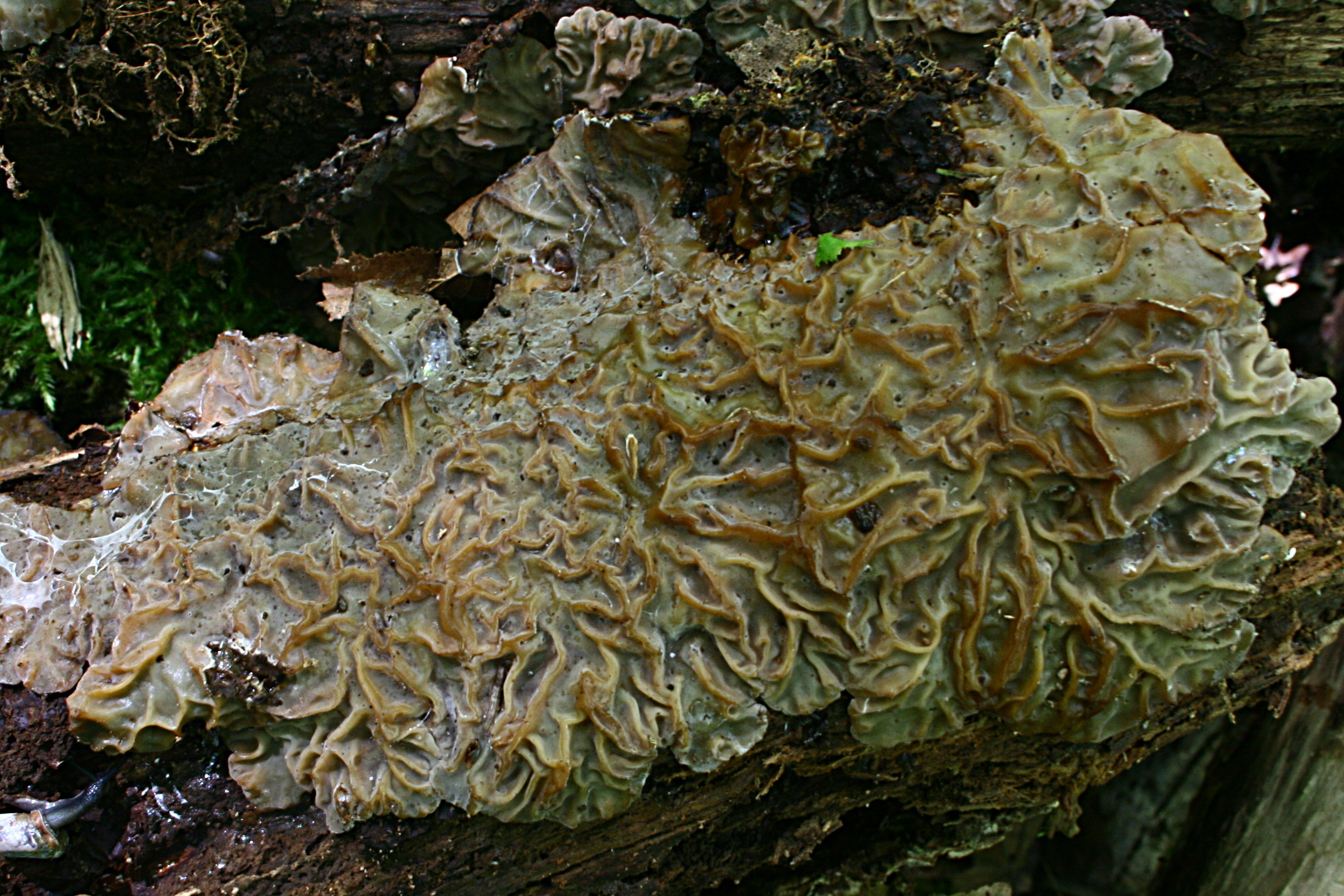
Plakkaat van zwammen die met de bovenzijde aan het substraat gegroeid zijn
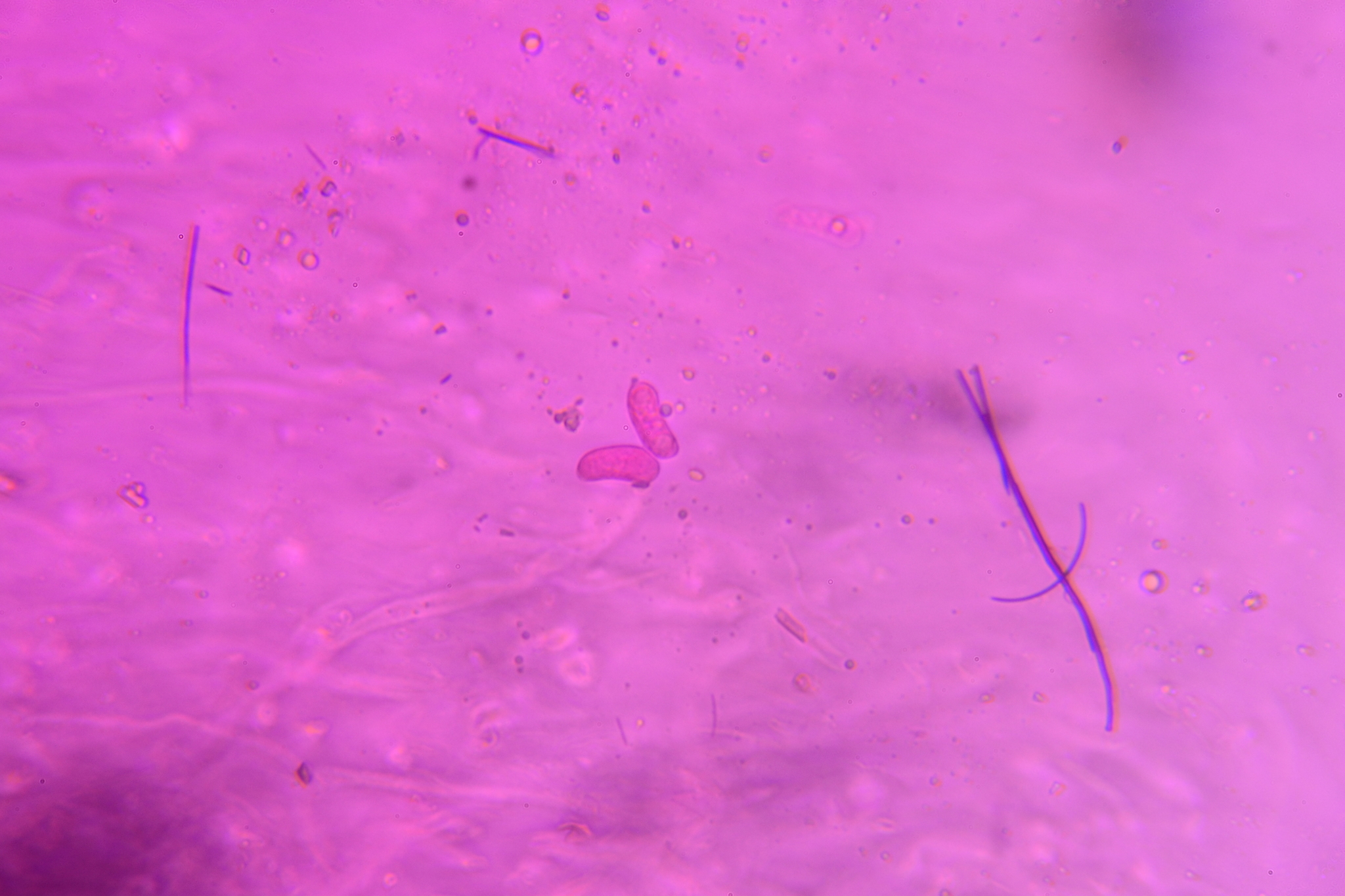
Sporen